# Мір Абдульфат-хан Мір Рза хан-огли Талишинський (Агахан)
Мір Абдульфат-хан Мір Рза хан-огли Талишинський (Ага-хан) (азерб. Əbülfət Talışınski) (19 вересня 1885, Ленкорань — 21 грудня 1949, Баку) — азербайджанський лікар, український дипломат. Віце-консул Української Народної Республіки в Азербайджані.Доктор медичних наук (1937), професор (1939).

## Життєпис
Народився 19 вересня 1885 року в місті Ленкорані Бакинської губернії у сім'ї спадкового дворянина. У 1909 році закінчив Бакинську гімназію. У 1916 році закінчив медичний факультет Університету св. Володимира у Києві.
З 1916 до березня 1917 року працював ординатором в Харківському шпиталі товариства Червоного хреста.
З квітня 1917 року починає працювати в хірургічному відділенні Бакинської міської клінічної лікарні.
У 1919 році почесний Віце-консул Української Народної Республіки в Азербайджані.
З 1920 року працює на кафедрі загальної хірургії Бакинського Державного університету.
У 1930 році заснував відділення травматології в Бакинській лікарні ім. М. О. Семашко.
У 1935 році випустив перший навчальний посібник по травматології азербайджанською мовою для студентів медичного інституту.
У 1938—1944 рр. завідував кафедрою травматології-ортопедії і військово-польової хірургії Азербайджанського інституту удосконалення лікарів.
Одночасно під час Великої Вітчизняної війни він був головним хірургом військового шпиталю.
Після закінчення Другої світової війни заснував Бакинський НДІ травматології та відновної хірургії, де очолив відділення травматології-ортопедії, яким керував до кінця життя.
Помер 21 грудня 1949 року в Баку.

## Сім'я
- батько — Мір-Рза-Кулі-хан Талишинський (1863—1932)
- Дружина — Кішвяр-ханим, Мир-дочки Хашим-Бека Талишханова
- Мав двох дітей: Аділя-Ханим (Ляля-ханум) і Мир-Аббасгулу-Хан (Талишинський) Азіз.